# Skopje
Skopje (kyrillisk skrift: Скопје; uttal: ['skɔpjε], albanska: Shkupi, turkiska: Üsküb eller Üsküp) är Nordmakedoniens huvudstad. 2012 hade staden 486 600 invånare, vilket är cirka en tredjedel av Republiken Nordmakedoniens befolkning. Staden är politiskt, kulturellt, ekonomiskt och akademiskt centrum i landet.
Skopjeområdet har varit bebott sedan åtminstone 4000 år före Kristus. Lämningar efter neolitiska byggnader har hittats nära den gamla fästningen Kale som höjer sig över det moderna citycentret. Staden Skopje är känd från romartiden under namnet Scupi. Under den osmanska tiden var staden känd som Üsküp.
Staden utvecklades fort efter andra världskriget, en trend som avbröts 26 juli 1963 då staden råkade ut för en kraftig jordbävning. Cirka 80% av stadens bebyggelse raserades och mer än 1000 människor omkom. Idag är Skopje en modern stad med många monument från stadens förflutna.
Staden är belägen vid floden Vardar, cirka 20 kilometer från statsgränsen till Serbien och Kosovo, samt cirka 30 km från statsgränsen till Bulgarien. Skopje har livsmedels-, kemi-, textil- och metallindustri. Vidare ligger Skopje i ett område med omfattande tobaksodling, och staden fungerar som ett centrum inom tobaksindustrin.
Stadens befolkning är etniskt diversifierad, även om majoriteten är etniska makedonier som utgör cirka 66,75 procent av befolkningen (338 358 i antal). Den andra största etniska gruppen är albaner (103 899 i antal och 20,49 i procent), medan andra etniska folkgrupper är romer, serber, turkar, bosniaker och vlacher. Folkräkningen bojkottades dock av många etniska albaner, eftersom det fanns olika åsikter om vilka som skulle räknas. I den närbelägna byn Gorno Nerezi finns den berömda kyrkan St. Panteleimon, helgad åt läkares och barnmorskors skyddshelgon Pantaleon.

## Historia

### Etymologi
Olika namn har använts för Skopje genom tiderna beroende på historiska omständigheter. Det gamla namnet Scupi är av latinskt ursprung. Skopje kallas Скопље/Skoplje på serbokroatiska, Shkupi på albanska, Üsküp på turkiska, Σκόπια på grekiska, Skopie på spanska och Скопье på ryska. Sedan 1945 är det officiella namnet, med det makedonska alfabetet, Скопје (i latinsk skrift som Skopje).

### Stadens historia
Området där Skopje ligger har varit bebott sedan åtminstone 4000 år före Kristus. Lämningar av neolitiska bosättningar har hittats nära den gamla fästningen Kale i centrala Skopje. De tidigaste identifierbara människor som hade bott i dalen där Skopje ligger är folkstammen Triballi. Området beboddes senare av paionierna, men under 200-talet erövrades Skopje med omgivningen av dardanerna och ingick i Dardanien, som senare föll under bysantinskt styre.

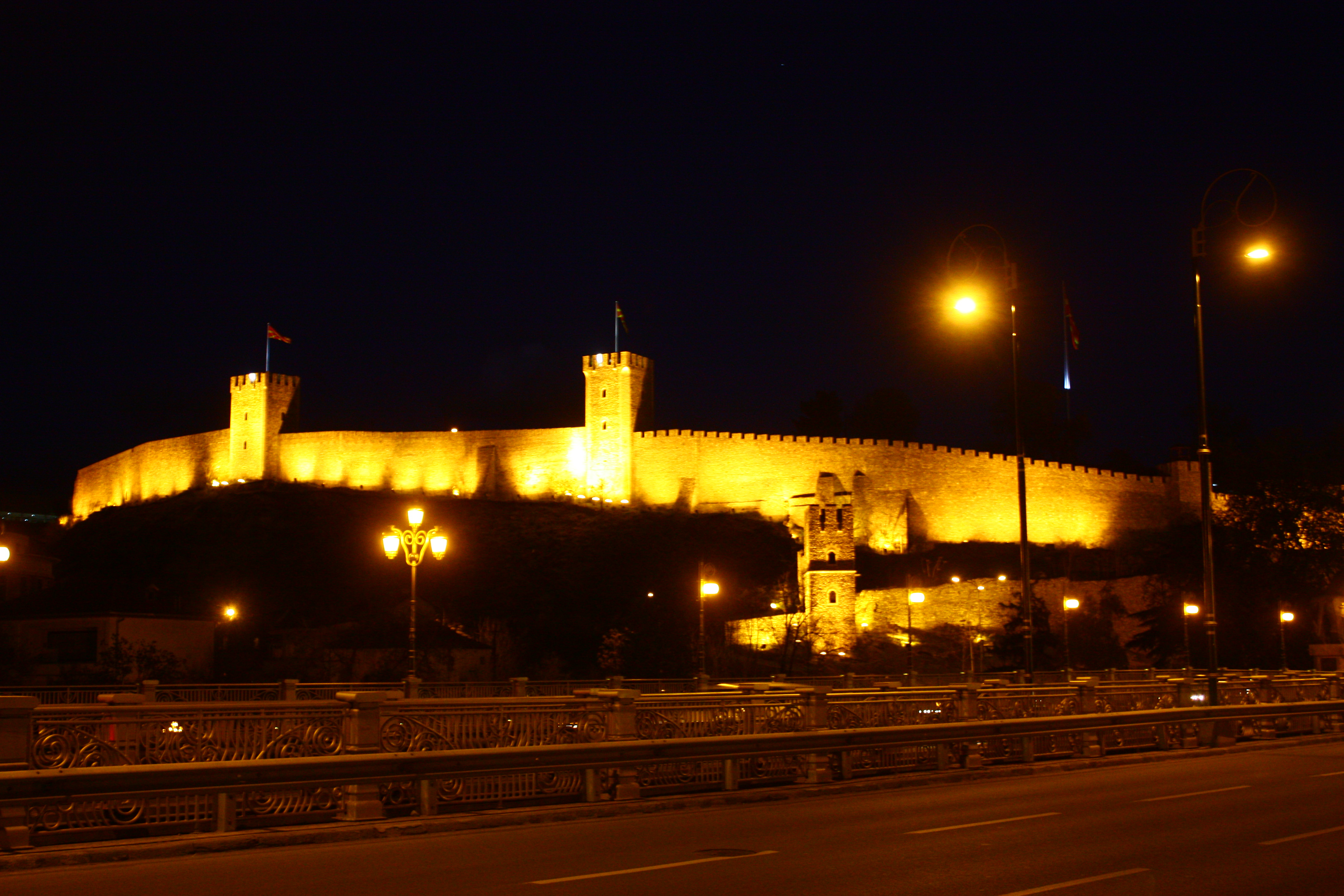
Fästningen Kale i Skopje.

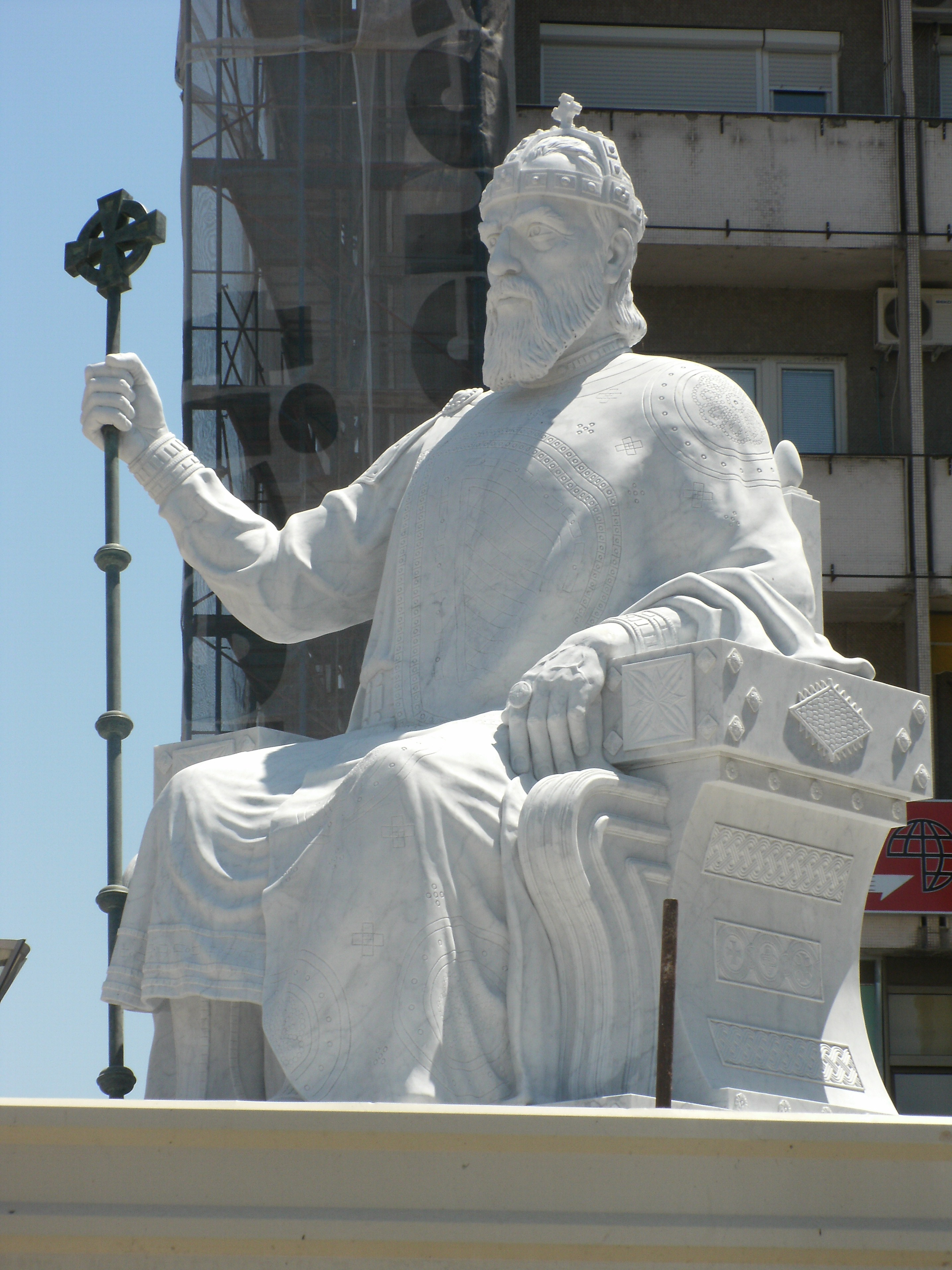
Monument föreställande Samuil av Bulgarien i Skopje.

Efter att ha blivit en del av det bysantinska riket, blev Skopje ett viktigt regionalt handelscentrum. Den bysantinske kejsaren Justinianus I föddes i den dåvarande staden Tauresium (dagens by Taor), cirka 20 km sydöst om dagens Skopje. Efter att Skopje nästan helt förstördes av en jordbävning år 483 e.Kr. byggde Justinianus upp en ny stad nära hans födelseort Tauresium och Bederiana. Skopje blev en blomstrande bosättning, men drabbades av en kraftig nedgång efter att en annan jordbävning slog till mot området i slutet av 1000-talet. I byn Gorno Nerezi, i närheten av staden, finns kyrkan St. Panteleimon. Den är känd för sina välbevarade bysantinska fresker från 1100-talet. Vissa forskare tror att freskerna är bevis att renässansen föddes i kyrkan, eftersom figurerna är realistiska, inte statiska och visar känslor, något som åstadkommits i Italien 150 år senare.

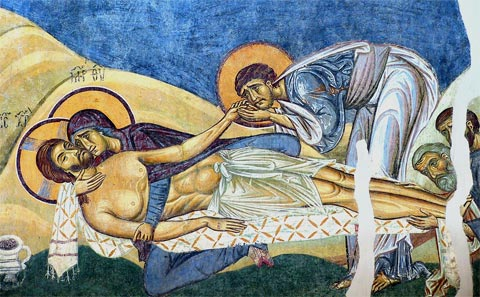
Kristi begråtande, fresk i kyrkan S:t Panteleimon.

De osmanska turkarna erövrade staden 1392, efter att tidigare under 1300-talet ha erövrat vissa andra delar av Balkanhalvön. Skopje befriades från turkarna 520 år senare, den 25 oktober 1912, för att därefter falla under serbiskt styre. Skopje stannade kvar under serbiskt styre fram till 1915, då staden under första världskriget ockuperades av kungariket Bulgarien. År 1918 ingick staden i kungariket Jugoslavien, vilket varade fram till 1941. 1944, under andra världskrigets slutskede, befriades Skopje. Därefter blev staden huvudstad för den Socialistiska republiken Makedonien, inom Jugoslavien, fram till 1991.

## Geografi

### Översikt och natur
Skopje ligger i den administrativa regionen Skopje, i norra Nordmakedonien, mitt i Balkan, ungefär halvvägs mellan Belgrad och Aten. Floden Vardar, som har sin källa nära staden Gostivar, rinner genom staden och fortsätter söderut, passerar gränsen mellan Nordmakedonien och Grekland och rinner ut i Egeiska havet. Skopje täcker en yta av omkring 23 km från öst till väst, och 9 km från norr till söder. Staden ligger på en höjd av 225 meter över havet. Huvudstadens totala yta är 1 854 km².
Den konstgjorda sjön Matka ligger 15 km från stadens centrum och är ett populärt resmål bland skopjebor. Området är hem för många endemiska växt- och djurarter, bland annat 77 arter av fjärilar. I sjön finns undervattensgrottan Vrelo, som med ett maxdjup på över 203 meter är en av Europas djupaste. Skopje är omgivet av berget Vodno i söder och berget Skopska Crna Gora i norr.

### Klimat
Skopje har ett inlandsklimat. Årsmedeltemperaturen ligger på cirka 13,5 grader. Somrarna är långa och heta, medan vintrarna är korta och relativt kalla. Snöfall är vanligt under vintern, men snöstormar är sällsynta. Under sommarmånaderna ligger temperaturen vanligtvis över 31 °C och överstiger nte sällan 40 °C. Under våren och hösten ligger temperaturen på omkring 15 till 24 °C. Under vintermånaderna ligger temperaturen på omkring 6 °C, men nattetid faller den under nollstrecket och ibland till –10 °C.

## Administrativ indelning

Karta över Skopje.

Skopje är en separat administrativ enhet och är indelad i 10 kommuner. Dessa är:
- Centar (Центар)
- Gazi Baba (Гази Баба)
- Aerodrom (Аеродром)
- Čair (Чаир)
- Kisela Voda (Кисела Вода)
- Butel (Бутел)
- Šuto Orizari (Шуто Оризари)
- Karpoš (Карпош)
- Ǵorče Petrov (Ѓорче Петров)
- Saraj (Сарај)

## Demografi
Skopje är landets mest folkrika stad. Vid folkräkningen 2002 hade Skopje 506 926 invånare. Enligt en inofficiell uppskattning från 2006 bodde 668 518 personer i Skopje. Staden har en befolkningstäthet på 360,6 invånare per km², vilket är en betydligt lägre siffra än andra europeiska huvudstäder som Belgrad (3651 invånare per km²), London (4700 invånare per km²) och Paris (20 433 invånare per km²).
Makedonierna utgör den största etniska gruppen med 338 358 invånare, eller 66,75% av befolkningen. Näst störst etnisk grupp är albanerna med 103 851 invånare, eller 20,45% av befolkningen. Romerna är den tredje största etniska gruppen och utgör 4,63% av befolkningen, med 23 475 invånare. Huvudstaden har också en minoritet som består av serber, vilken med 14 298 invånare utgör 2,82% av Skopjes befolkning. Andra etniska grupper är turkar, bosniaker och vlacher.
Fram till mitten av 1900-talet var Skopje en relativt liten stad. Dess status som Makedoniens huvudstad inom Jugoslavien bidrog till en snabb industrialisering av Skopje och en stor befolkningstillväxt. År 1948 bodde endast 9,6% av landets befolkning i staden, men fram till år 1994 hade den siffran ökat till 25%. Jordbävningen år 1963, som ödelade 85% av staden och dödade omkring 1000 människor, ledde till en stor befolkningstillväxt efter stadens snabba återuppbyggande. År 1948 hade Skopje 102 600 invånare, en siffra som fram till 1981 hade stigit till över 400 000.

## Transporter

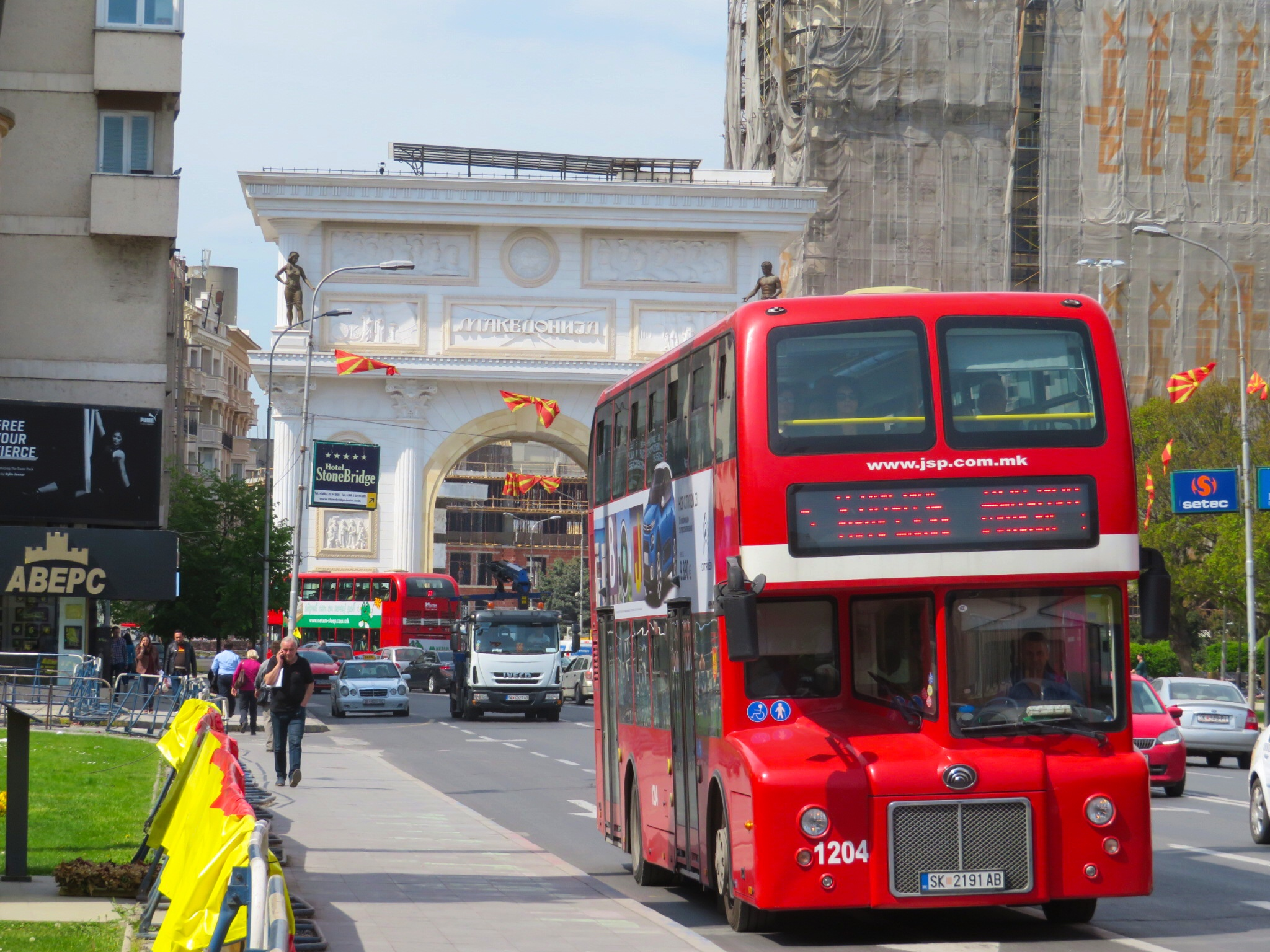
Bussarna i Skopje består av dubbeldäckare som har förebild från bussarna i London.

Sedan 1990-talet har Skopjes roll som en viktig knutpunkt i sydöstra Europa ökat. Staden är belägen vid korsningen av två viktiga europeiska transportkorridorer, nämligen transportkorridoren 8 (öst-väst) och transportkorridoren 10 (norr-söder).
Skopjes internationella flygplats), är belägen i Petrovec, cirka 22 km från stadens centrum. Det turkiska bolaget TAV har investerat 200 000 000 euro för att renovera och bygga ut flygplatsen. Skopjes flygplats förbinder Skopje med de flesta europeiska storflygplatserna och även med Dubai och Doha.
Europavägen E75, som börjar i Vardø i Norge och slutar i Sitia på Kreta i Grekland, passerar öster om Skopje och förbinder staden med större delen av Europa. Runt Skopje går det motorvägar.
Kollektivtrafiken står för en stor del av stadens persontransporter och genomförs via buss. Regelbundna linjer förbinder de olika stadsdelarna. År 2011 ersattes de gamla bussarna med nya, främst av dubbeldäckartyp. Dubbeldäckarna i Skopje har retroutseende, för att likna de klassiska dubbeldäckare som användes före jordbävningen 1963. Förutom dubbeldäckare, finns det också vanliga enplans lokaltrafikbussar. Skopjes stadsfullmäktige planerar att bygga spårvagnssystem i huvudstaden.
Skopje arbetar för att skapa och stärka cykelkulturen i staden. Projektet “Skopje hyr cykel“ lanserades 2010 med över 200 hyrcyklar som skopjebor och turister kan hyra på olika stationer i runt om i staden.

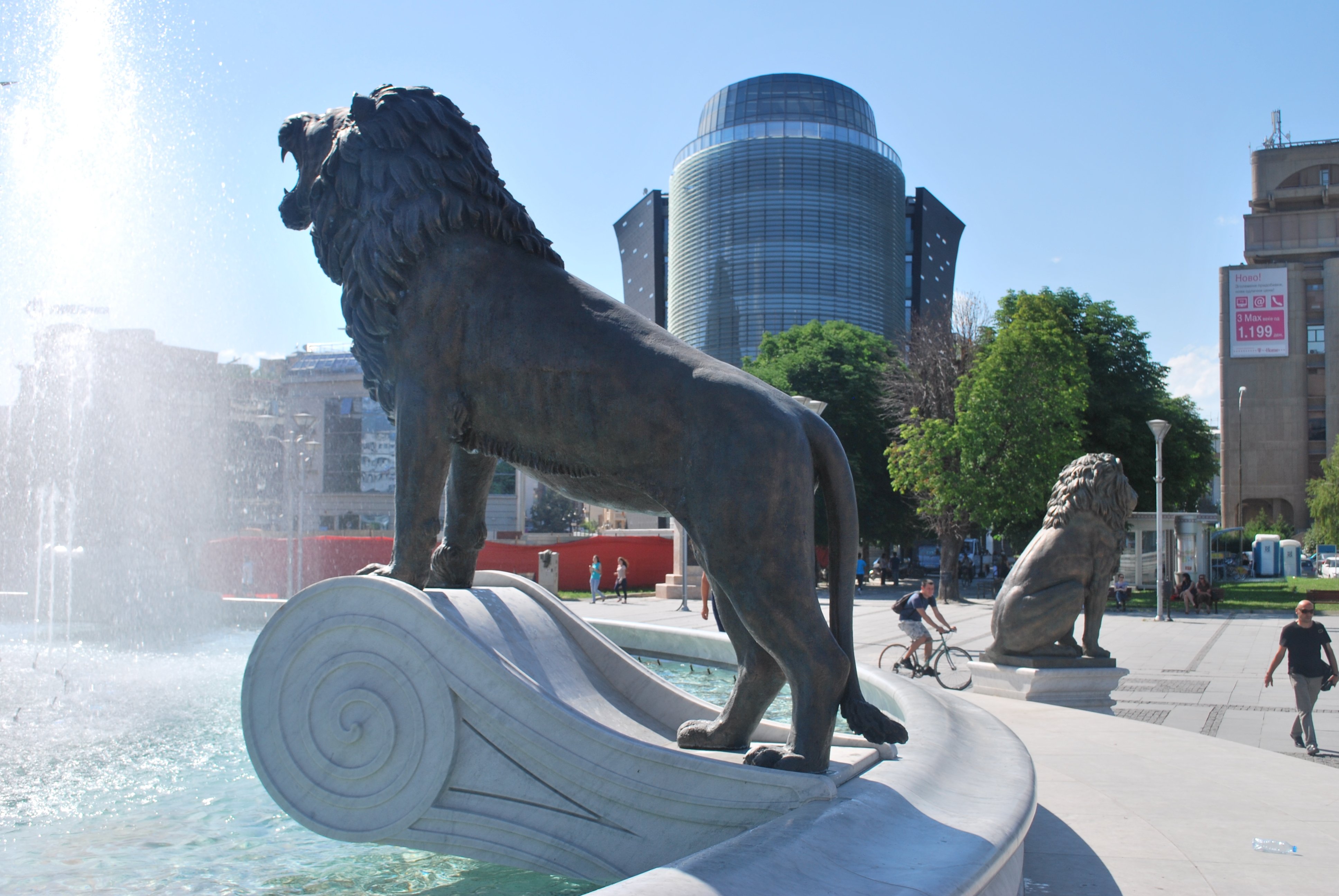
Centraltorget.

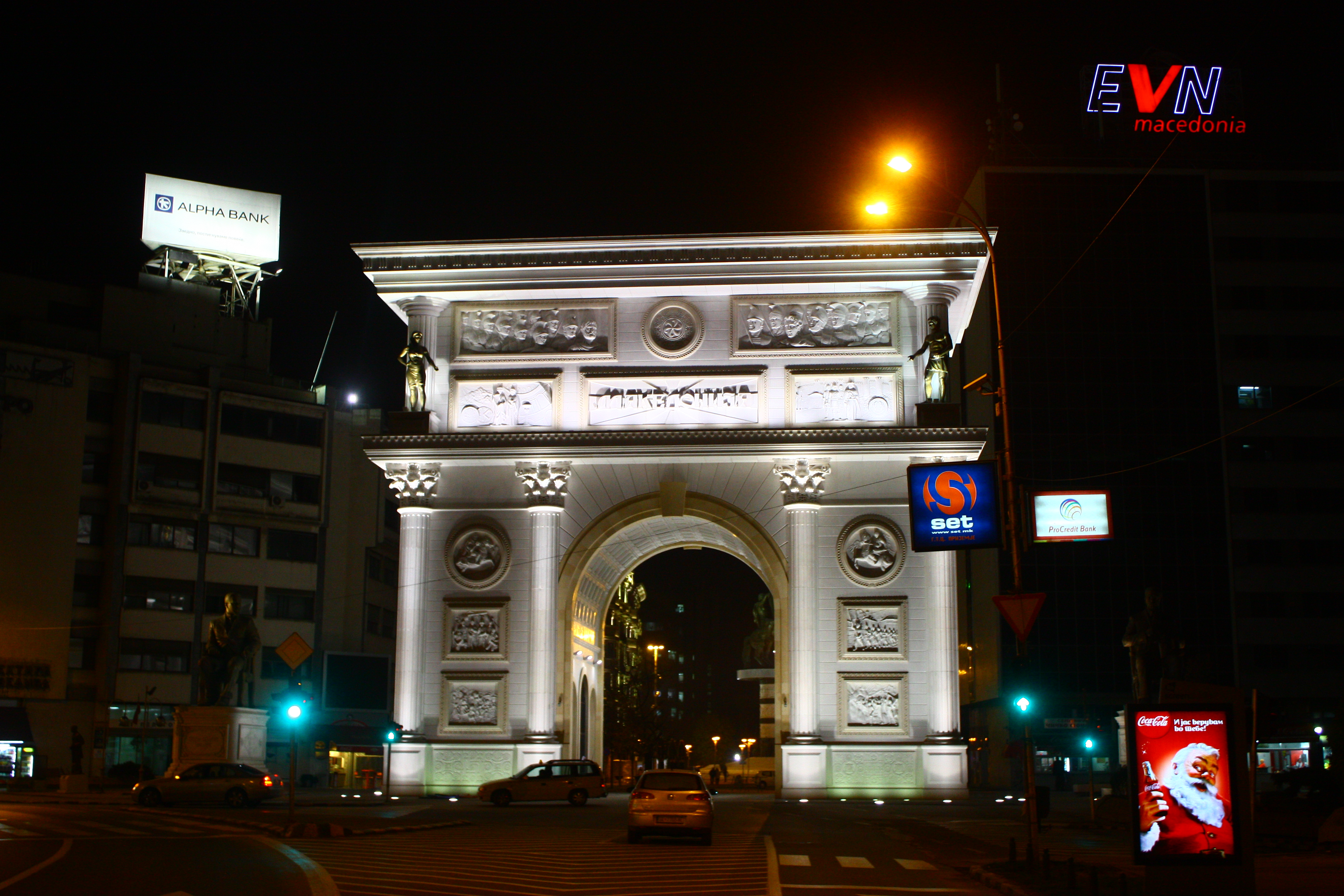
Triumfbågen Porta Macedonia i Skopje.

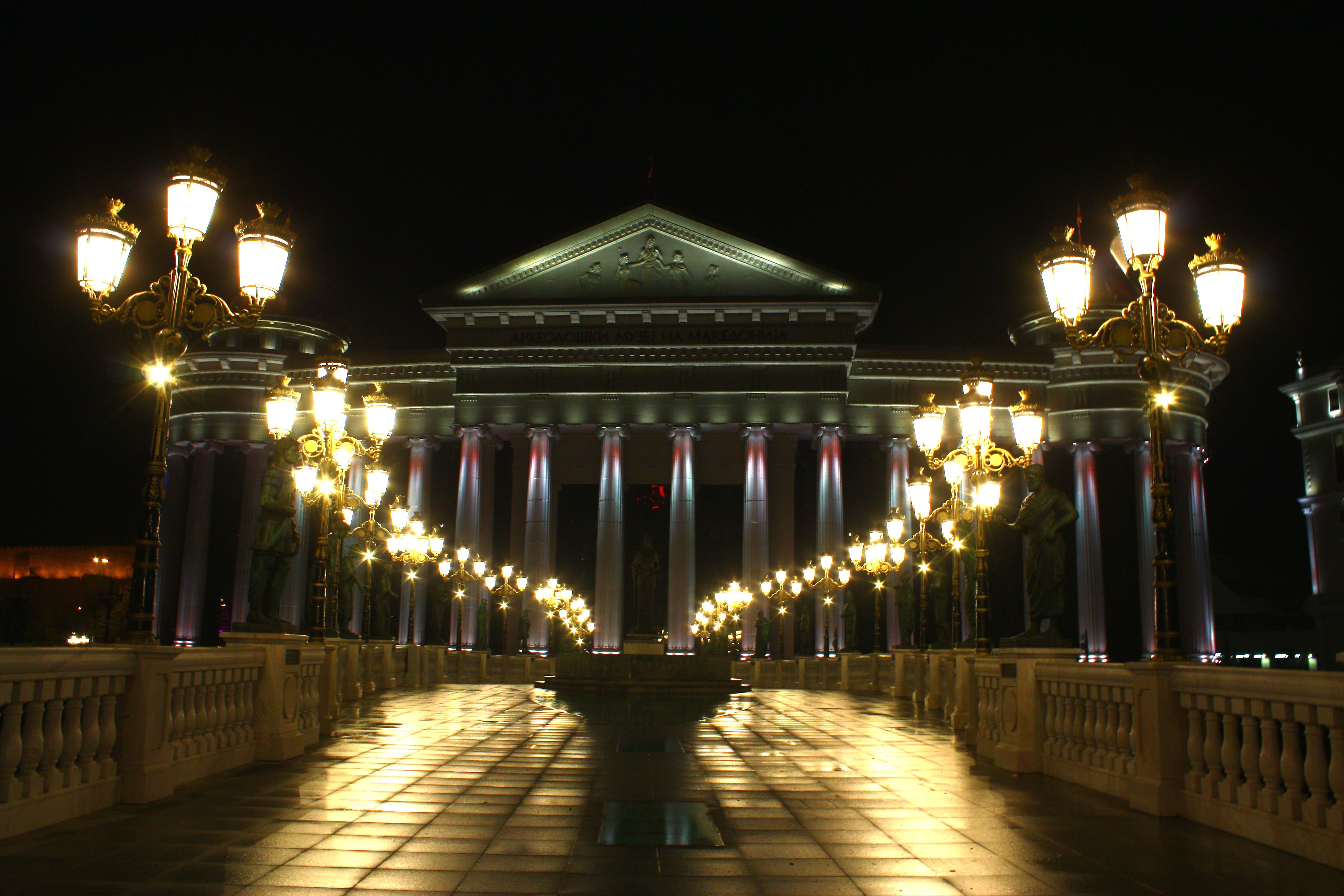
Arkeologiska museet.

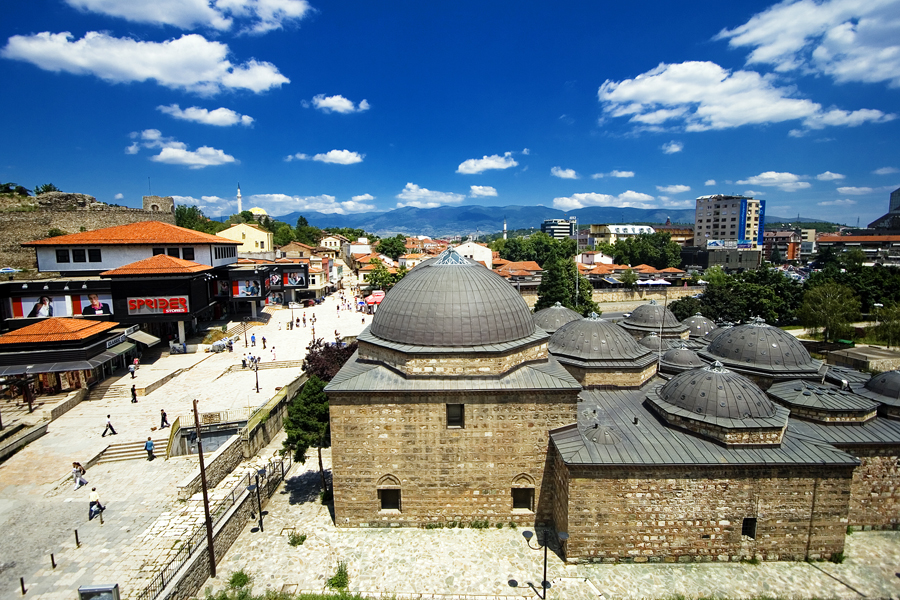
Vy mot gamla stan.

## Kultur och utbildning

### Kulturöversikt
Skopje är centrum för Nordmakedoniens kulturella liv och har många kulturrelaterade byggnader. Skopjes jazzfestival har hållits årligen i staden sedan 1981. Festivalen är en del av det europeiska jazznätverket. Ray Charles, Tito Puente, Gotan Project, Ali Di Meola, Youssou N'Dour har alla uppträtt på jazzfestivalen. Ett annat viktigt kulturevenemang är blues- och soulfestivalen, som är en relativt ny festival med framträdanden från bland andra Larry Coryell, Mick Taylor & the All-Stars Blues Band, Candy Dulfer & Funky Stuff, João Bosco, The Temptations och Phil Guy. Operakvällarna som varje år sedan 1972 äger rum i maj månad har till syfte att främja opera bland invånarna. Genom åren har artister från 50 länder världen över uppträtt på scenen. Young Open Theater Festival, som äger rum i slutet av september varje år, organiserades för första gången 1976 av kulturcentrumet för barn och unga i Skopje.

### Sport
Som Nordmakedoniens största stad har Skopje ett flertal sportanläggningar. Staden har tre stora simbassänger, varav två med olympiska mått. I staden finns också många fotbollsarenor. Den största arenan, nationalarenan Fillip II, har plats för 32 580 besökare och uppfyller FIFA:s standard. Sportcentrumet Boris Trajkovski invigdes 2008 och är en modern och funktionell idrottsanläggning för bland annat handboll, basket och ishockey. Sportcentrumet har stått värd för många konserter. Skopje var värd för Europamästerskapet i handboll för damer 2008, tillsammans med staden Ohrid.

### Högre utbildning
97,5% av skopjeborna är läs- och skrivkunniga. I staden finns flera institutioner för högre utbildning. Det både största och äldsta universitetet är Sankt Kyrillos och Methodios-universitetet, vilket grundades 1949. Universitetet består av 23 fakulteter och 10 instituter. Sedan Makedoniens självständighet har nya, framförallt privata universitet öppnats, såsom det Europeiska universitetet, FON-universitetet och American University College. År 2008 fanns sammanlagt 21 universitet i Skopje.

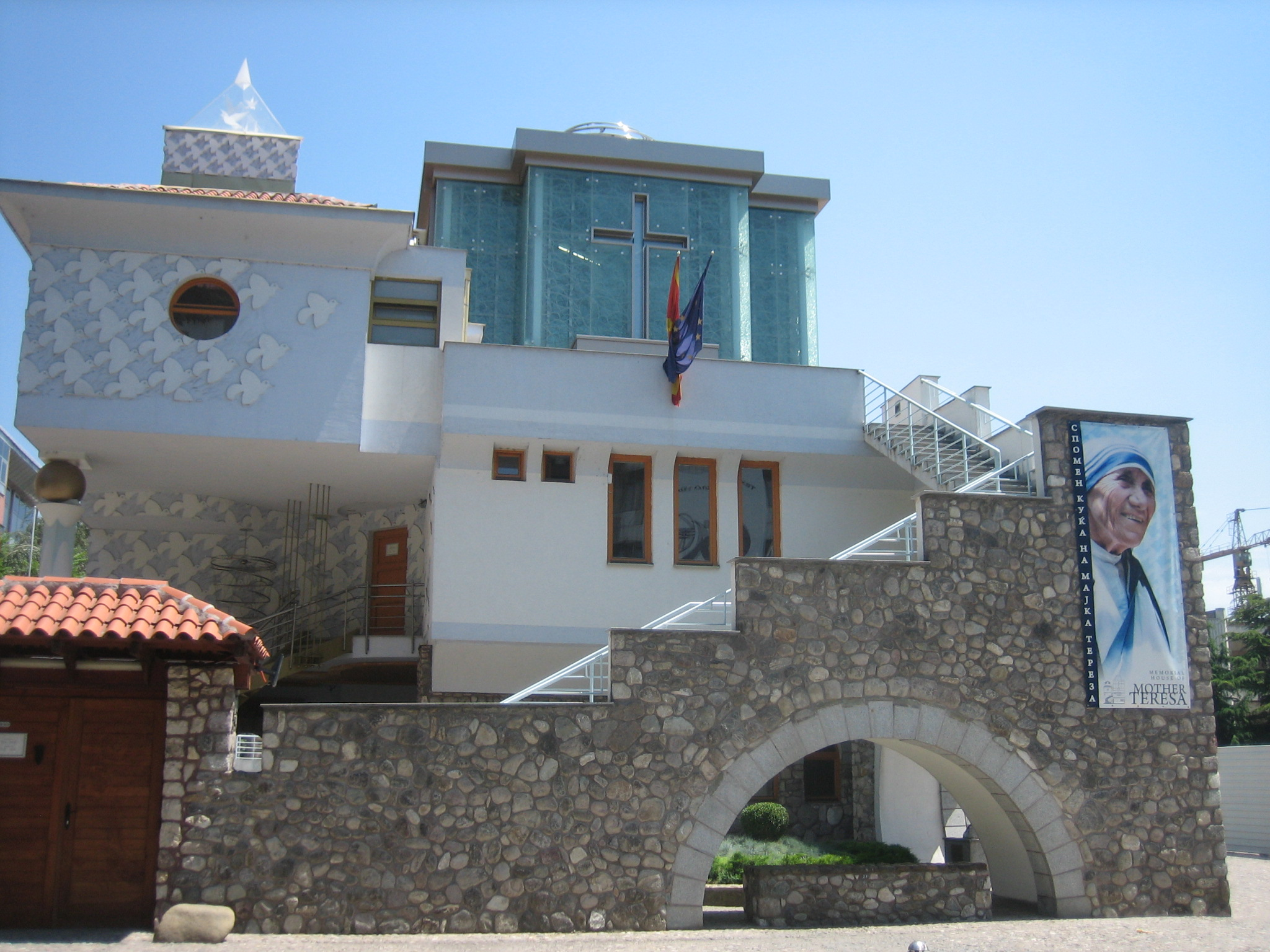
Moder Teresas minneshus.

## Personer från Skopje
Bland personer med anknytning till Skopje finns:
- Justinianus I, bysantinsk kejsare
- Moder Teresa, romersk-katolsk nunna och humanist
- Milco Mancevski, filmregissör
- Darko Pančev, fotbollsspelare
- Simon Trpcevski, pianist
- Srgjan Kerim, före detta talman i FN:s generalförsamling
- Yahya Kemal Beyatlı, poet och diplomat
- Mike Zafirovski, amerikansk affärsman

## Vänorter
Skopje är vänort med:
- Belgrad, Serbien, sedan 2012
- Bradford, Storbritannien, sedan 1961
- Dijon, Frankrike, sedan 1961
- Dresden, Tyskland, sedan 1967
- Istanbul, Turkiet, sedan 2003
- Ljubljana, Slovenien, sedan 2007
- Manisa, Turkiet, sedan 1985
- Nanchang, Kina, sedan 1985
- Nürnberg, Tyskland, sedan 1982
- Pittsburgh, USA, sedan 2002
- Podgorica, Montenegro, sedan 2008
- Roubaix, Frankrike, sedan 1973
- Suez, Egypten, sedan 1985
- Tempe, USA, sedan 1971
- Waremme, Belgien, sedan 1974
- Zagreb, Kroatien, sedan 2011
- Zaragoza, Spanien, sedan 2008